# Armando Sagi
Armando Martínez Sagi (Barcelona, 28 de abril de 1906 - 11 de julio de 1997) fue un futbolista español que jugó como delantero para el F. C. Barcelona y el Alfonso XIII (ahora conocido como R. C. D. Mallorca). Ganó dos títulos de la Copa del Rey con el Barça, en 1922 y 1925, pero es más conocido por ser el jugador y goleador más joven del club en un partido oficial, logro que alcanzó en 1920 a la edad de 14 años.
Es hermano de Ana María Martínez Sagi, la primera mujer directora del F. C. Barcelona, y primo de Emili Sagi-Barba, quien también jugó para el Barcelona. Además del fútbol, Sagi también jugaba al tenis y al billar, convirtiéndose en campeón mundial de trucos en el billar de fantasía con carambolas en 1932 y subcampeón en 1933.

## Carrera como jugador

### Primeros años
Nacido en Barcelona, Sagi comenzó su carrera futbolística en las categorías juveniles del club de su ciudad natal, el F. C. Barcelona. Ascendió rápidamente, y en la temporada 1919-20, a pesar de su temprana edad de solo 13 años, Sagi jugó seis partidos amistosos para el primer equipo del club.

### Temporada 1920-21
En la temporada 1920-21, Sagi debutó oficialmente en competición con el Barça contra el F. C. Internacional (2-2) en el Campeonato de Cataluña, celebrado en Sants en el Camp del carrer Galileu el 14 de noviembre de 1920, a la edad de 14 años y 200 días, convirtiéndose así en el jugador más joven en la historia del club, rompiendo el récord anterior establecido por Paulino Alcántara en 1912 (15 años y 140 días). En ese partido, el entrenador del Barça, Jack Greenwell, alineó a Sagi como extremo en la banda izquierda como alternativa al ausente Fernando Plaza, y las crónicas de la época indicaron que este cambio "fue un éxito ya que el mencionado chico [Sagi] sabe ahora jugar mucho más que Plaza". Sagi sigue siendo el único jugador de 14 años que el Barcelona ha alineado, y tras el debut de Sagi, el Barça no alineó a otro jugador de 15 años durante más de un siglo hasta Lamine Yamal en 2023, con 15 años y 290 días.

Al poco rato la simpática figulina de Martínez Sagi, que resultó sencillamente maravillosa el domingo, avanzó resueltamente hacia el goal, burlando a uno de los formidables defensas del Avenç, y de un chut raso, estupendo, consiguió el empate y una ovación mucho más clamorosa que aquella con que fue saludado el primer goal.

La crónica del partido Avenç de 1921 de La Vanguardia, describiendo el primer gol de Sagi para el Barcelona.

Cuatro meses después, el 6 de marzo de 1921, Sagi marcó su primer gol oficial en competición para el Barcelona, anotando un doblete en una victoria por 3-1 sobre el Avenç de l'Sport en la ida de un desempate del Campeonato de Cataluña para decidir el ganador (ya que habían terminado igualados en puntos), que el Barça eventualmente ganó. Al hacerlo a la edad de 14 años y 307 días, se convirtió en el goleador más joven en la historia del club, rompiendo el récord anterior que también había sido establecido por Alcántara en 1912, aunque el filipino logró un triplete, a diferencia de Sagi, quien terminó la temporada 1920-21 con cinco partidos oficiales, anotando dos veces.
Como jugador del Barcelona, Sagi era elegible para jugar con la selección de Cataluña, pero solo fue seleccionado una vez, en un amistoso contra Provenza en abril de 1921.

### Temporada 1921-22
En la temporada 1921-22, el joven de 15 años Sagi marcó cuatro goles en seis partidos oficiales, incluyendo su debut en la Copa del Rey el 2 de abril de 1922, en la ida de las semifinales contra el Sporting de Gijón, convirtiéndose, a la edad de 15 años y 339 días, en el semifinalista más joven en la historia de la competición, un récord que aún mantiene. Al jugar en este partido, Sagi formó parte del equipo que luego ganó el título de 1922. A diferencia del campeonato catalán, que era regional, la Copa del Rey es una competición nacional, y por lo tanto algunas fuentes identifican erróneamente este partido como el "debut oficial" de Sagi, lo que llevó a muchos medios a afirmar erróneamente que Yamal, a la edad de 15 años y 290 días, había roto el récord de 100 años de antigüedad de Sagi.

### Edad de oro
Sagi jugó para el Barça durante la primera edad de oro del club, que ganó dos campeonatos catalanes y una Copa del Rey entre 1920 y 1923; sin embargo, no jugó un papel importante en estos triunfos porque esa edad de oro le impidió jugar a menudo en un primer equipo compuesto por jugadores como Vicente Piera, Josep Samitier, Ricardo Zamora, Agustín Sancho, Alcántara y su primo Sagi-Barba. Usualmente era el primer sustituto de los tres jugadores atacantes y cuando jugaba, Sagi a menudo demostraba sus cualidades y su poder de disparo. Debido a la imposibilidad de encontrar un lugar entre los entonces "intocables", Sagi decidió dejar el club en 1923.
Sagi jugó la temporada 1923-24 con el C. E. Júpiter, pero luego regresó al Barcelona en la temporada 1924-25, durante la cual solo jugó un solo partido oficial, en la Copa del Rey, formando parte del equipo que ganó el título de copa nacional en 1925. En total, Sagi marcó seis goles en 14 partidos oficiales y 21 goles en 96 partidos no oficiales.

### Carrera posterior
Después de una pausa de 3 años, el Sagi de 22 años jugó una última temporada de fútbol en 1928-29 con el club Alfonso XIII, precursor del R. C. D. Mallorca. Más tarde se destacó en el billar, convirtiéndose en un verdadero malabarista de tacos y bolas, y proclamándose campeón mundial en mayo de 1932 en la modalidad de Fantasía Clásica en Lille. Coincidentemente, otro exjugador del Barcelona, Claudi Puigvert, terminó tercero en el mismo torneo, pero también se convertiría en campeón mundial de billar, dos años después. Como resultado de este triunfo, el 5 de junio de 1932, Sagi recibió un homenaje en el Camp de Les Corts, saliendo al campo para hacer el honor de dar el simbólico saque inicial entre el Barça y el Celta de Vigo en la ida de las semifinales de la Copa del Presidente de la República de 1932.

### Muerte
Sagi murió el 11 de julio de 1997, a la edad de 91 años, en un hospital en Montevideo (Uruguay), país al que había emigrado y del que obtuvo la nacionalidad.